# Tochigi City FC
Der Tochigi City Football Club (jap. 栃木シティフットボールクラブ Tochigi Shiti Efu Shī) ist ein japanischer Fußballverein aus Tochigi in der gleichnamigen Provinz. Aktuell, Stand März 2025, spielt der Verein in der dritten Liga, der J3 League. Tochigi City FC besitzt den Status eines J. League-Hundertjahrplan-Vereins, der die wichtigste Grundlage für einen eventuellen Aufstieg in die Profiliga darstellt.

## Geschichte
Der Verein wurde 1948 als Firmenmannschaft des Hitachi-Konzerns unter dem Namen Hitachi Tochigi Soccer-bu (日立栃木サッカー部 Hitachi Tochigi Sakkā-bu) gegründet. In den ersten fünfzig Jahren seines Bestehens spielte Hitachi Tochigi fast ausschließlich in den verschiedenen Ligen der Präfektur ohne großartige Ambitionen auf überregionalen Fußball. Eine langsame Verbesserung stellte sich erst um die Jahrtausendwende ein, als man zuerst kontinuierlich um die Meisterschaft der Präfektur mitspielte, bevor am Ende der Saison 2002 der Aufstieg in die zweite Division der Kantō-Regionalliga gelang.
Im Jahr 2006 benannte sich der Verein in Hitachi Tochigi Uva SC (日立栃木ウーヴァスポーツクラブ Hitachi Tochigi Ūva Supōtsu Kurabu) um, im gleichen Jahr wurde die erste Division der Regionalliga erreicht. Dort erreichte man dreimal in Folge den zweiten Platz und nahm 2008 und 2009 an der nationalen Regionalligen-Finalrunde teil. Nach einem Vorrundenaus 2008 konnte man den Wettbewerb im Jahr 2009 mit dem zweiten Platz der Endrunde abschließen, welcher zum Aufstieg in die Japan Football League berechtigte.
Mit Erreichen der Japan Football League erfolgte eine erneute Umbenennung in Tochigi Uva FC (栃木ウーヴァFC). Nach dem Bekanntwerden des Plans der Gründung der J3 League bewarb man sich um den Erwerb des Status als J. League-Hundertjahrplan-Verein, der die wichtigste Voraussetzung zum Aufstieg in die Profiligen darstellt. Dieser wurde schließlich im Juni 2014 gewährt. Seit dem Aufstieg in die JFL blieben die sportlichen Erwartungen jedoch hinter den eigenen Ansprüchen zurück; zumeist belegte man zum Ende der Saison Plätze im unteren Drittel der Tabelle und verblieb in regelmäßigen Abständen nur deshalb in der Liga, weil andere Mannschaften entweder den Aufstieg in den Profifußball erreichten oder sich am Ende der Saison aus dem Spielbetrieb zurückzogen. Am Ende der Saison 2017 war schließlich auch dieses Glück aufgebraucht, Tochigi Uva kehrte als Tabellenletzter nach insgesamt acht Jahren in der höchsten Amateurliga Japans in die Kantō-Regionalliga zurück.
Der Abstieg brachte tiefgreifende Veränderungen auf Vereins- und Vorstandsebene mit sich mit dem Ziel, die Professionalisierung des Vereins im Allgemeinen voranzutreiben. So erfolgte unter anderem der Beschluss, dass alle zukünftigen Spielerverträge im Prinzip Profiverträge sein sollen. Die Änderungen erzielten erst einmal den gewünschten Erfolg, Uva erreichte ungeschlagen den Regionalliga-Meistertitel und die damit verbundene Qualifikation zur nationalen Finalrunde, ein Formtief ausgerechnet in der Vorrunde derselben beendete aber schon früh alle Hoffnungen auf eine schnelle Rückkehr in die JFL. Zur Saison 2019 erfolgte eine erneute Umbenennung in Tochigi City FC.

## Stadien
Die vornehmliche Heimspielstätte von Tochigi City FC ist das Städtische Stadion Tochigi, welches 5500 Zuschauern Platz bietet.

## Name
Das seit 2019 verwendete City sieht sich zum einen in der Tradition vieler gleichnamiger insbesondere englischer Vereine, zum anderen soll so noch mehr betont werden, dass es sich um den Verein für die Stadt Tochigi und deren unmittelbare Umgebung handelt – auch zur Abgrenzung zum Präfekturrivalen Tochigi SC, der sich als Verein für die gesamte Präfektur sieht.
Der vorher verwendete Beiname Uva bezeichnet in verschiedenen südeuropäischen Sprachen die Weintraube und ist ein Hinweis auf das Weinbaugebiet in der südlichen Präfektur Tochigi, in der der Verein zuhause ist.

## Erfolge
- Japan Football League: 2024
- Kantō-Regionalliga: 2018, 2020, 2022

## Saisonplatzierung
| Saison                 | Liga                         | Level                  | Platz                  | Kaiserpokal            | Shakaijin Cup          |
| Hitachi Tochigi Uva SC | Hitachi Tochigi Uva SC       | Hitachi Tochigi Uva SC | Hitachi Tochigi Uva SC | Hitachi Tochigi Uva SC | Hitachi Tochigi Uva SC |
| ---------------------- | ---------------------------- | ---------------------- | ---------------------- | ---------------------- | ---------------------- |
| 2006                   | Kanto Division 2             | 5                      | 2.                     |                        |                        |
| 2007                   | Kanto Division 1             | 4                      | 2.                     |                        |                        |
| 2008                   | Kanto Division 1             | 4                      | 2.                     | 3. Runde               |                        |
| 2009                   | Kanto Division 1             | 4                      | 2.                     |                        |                        |
| Tochigi Uva            |                              |                        |                        |                        |                        |
| 2010                   | Japan Football League        | 3                      | 15.                    | 1. Runde               |                        |
| 2011                   | Japan Football League        | 3                      | 10.                    | 2. Runde               |                        |
| 2012                   | Japan Football League        | 3                      | 17.                    | Qualifikationsrunde    |                        |
| 2013                   | Japan Football League        | 3                      | 17.                    | 2. Runde               |                        |
| 2014                   | Japan Football League        | 4                      | 13.                    | 1. Runde               |                        |
| 2015                   | Japan Football League        | 4                      | 16.                    | 1. Runde               |                        |
| 2016                   | Japan Football League        | 4                      | 15.                    | 1. Runde               |                        |
| 2017                   | Japan Football League        | 4                      | 16. ▼                  | 2. Runde               |                        |
| 2018                   | Kantō Soccer League (Div. 1) | 5                      | 1.                     | Qualifikationsrunde    |                        |
| Tochigi City FC        |                              |                        |                        |                        |                        |
| 2019                   | Kantō Soccer League (Div. 1) | 5                      | 3.                     | 1. Runde               | 2. Runde               |
| 2020                   | Kantō Soccer League (Div. 1) | 5                      | 1.                     | 1. Runde               |                        |
| 2021                   | Kantō Soccer League (Div. 1) | 5                      | 4.                     | 2. Runde               |                        |
| 2022                   | Kantō Soccer League (Div. 1) | 5                      | 1.                     | Qualifikationsrunde    | Viertelfinale          |
| 2023                   | Kantō Soccer League (Div. 1) | 5                      | 2.                     | 2. Runde               | 1. Runde               |
| 2024                   | Japan Football League        | 4                      | 1. ▲                   | 2. Runde               |                        |
| 2025                   | J3 League                    | 3                      |                        |                        |                        |

## Trainer
Stand: März 2025
| Trainer          | Nation   | von               | bis                |
| ---------------- | -------- | ----------------- | ------------------ |
| Makoto Yokohama  | Japan    | 1. Februar 2007   | 30. September 2012 |
| Daisuke Ide      | Japan    | 1. Februar 2012   | 31. Januar 2013    |
| Tetsuo Tada      | Japan    | 1. Januar 2013    | 31. Dezember 2014  |
| Kazuya Maeda     | Japan    | 1. Januar 2015    | 31. Dezember 2015  |
| Yōji Sakai       | Japan    | 1. Februar 2016   | 31. Januar 2019    |
| Yasuyuki Kishino | Japan    | 1. Februar 2019   | 31. Januar 2020    |
| Jeong Yong-dae   | Südkorea | 1. Februar 2019   | 30. April 2019     |
| Atsushi Nakamura | Japan    | 1. Februar 2020   | 4. Oktober 2021    |
| Keiji Takachi    | Japan    | 5. Oktober 2021   | 11. November 2021  |
| Naoki Imaya      | Japan    | 12. November 2021 |                    |

## Spieler
Stand: April 2024.
| Nr. |           | Position | Name             |
| --- | --------- | -------- | ---------------- |
| 1   | Japan     | TW       | Yoshinobu Harada |
| 2   | Brasilien | AB       | Carlos Eduardo   |
| 3   | Japan     | AB       | Shuto Masuda     |
| 4   | Japan     | AB       | Rempei Uchida    |
| 5   | Japan     | AB       | Ryō Okui         |
| 6   | Japan     | AB       | Taiga Nishiyama  |
| 7   | Japan     | AB       | Ryūga Suzuki     |
| 8   | Japan     | MF       | Takahiro Noda    |
| 9   | Japan     | ST       | Yūki Yamamura    |
| 10  | Japan     | MF       | Yūki Okaniwa     |
| 11  | Japan     | MF       | Genta Omotehara  |
| 13  | Japan     | MF       | Takashi Oshima   |
| 14  | Japan     | MF       | Genya Sekino     |
| 15  | Japan     | AB       | Yoshiki Satō     |
| 16  | Japan     | MF       | Sho Toriumi      |

| Nr. |           | Position | Name                 |
| --- | --------- | -------- | -------------------- |
| 17  | Japan     | ST       | Takumi Fujiwara      |
| 18  | Japan     | ST       | Toshiaki Shishido    |
| 21  | Japan     | TW       | Kanta Tanaka         |
| 22  | Japan     | MF       | Hiroto Suzuki        |
| 23  | Japan     | ST       | Atsushi Yoshida      |
| 26  | Japan     | MF       | Shun Utsugi          |
| 27  | Japan     | ST       | Kazuya Niwa          |
| 28  | Brasilien | MF       | Pedro Henrique       |
| 29  | Japan     | TW       | Azusa Takayama       |
| 31  | Japan     | TW       | Peter Kwame Aizawa   |
| 32  | Japan     | MF       | Riku Tosa            |
| 40  | Japan     | ST       | Kunitomo Suzuki      |
| 41  | Japan     | ST       | Ryōhei Yamazaki      |
| 77  | Japan     | ST       | Paulo Junichi Tanaka |
| 99  | Japan     | ST       | Masahide Hiraoka     |